# Lona Andre
Lona Andre (2 de marzo de 1915 - 18 de septiembre de 1992) fue una actriz cinematográfica estadounidense.

## Biografía
Su verdadero nombre era Launa Anderson, y nació en Nashville, Tennessee. Andre atrajo la atención con sus primeros filmes en Hollywood y fue nombrada una de las WAMPAS Baby Stars de 1932. Llegó a la costa oeste tras ganar un concurso de belleza en Nashville. Firmó un contrato con Paramount Pictures, y tras su finalización se hizo actriz independiente. 
Durante la década de 1930 actuó con frecuencia en el cine, usualmente en primeros papeles en películas de serie B. Al final de la década había participado en más de cincuenta títulos.
En 1934 Andre formó parte del reparto de School For Girls, junto a Toby Wing, Lois Wilson, Sidney Fox, y Dorothy Lee. En junio de 1935 Andre se trasladó a Santa Bárbara (California) para casarse con el actor de la MGM Ed Norris. Cuatro días después de la boda Andre pidió la anulación del matrimonio. Posteriormente se casó con James T. Bolling, y se divorció de él en 1947.
Su carrera menguó mucho en la década de 1940, y su última actuación tuvo lugar en 1949 con el film Two Knights From Brooklyn. Tras abandonar el cine se dedicó con éxito a los negocios. Falleció en Los Ángeles, California, en el año 1992. Fue enterrada en el cementerio Forest Lawn Memorial Park de Glendale, California.